# Inabooth

インアブース（Inabooth）は、大韓民国・京畿道に本社を置くプラットフォーム企業であり、キャラクターやコンテンツなどの知的財産（IP）を活用したビジネスを支援する、韓国初および最大級のIPビジネス取引プラットフォームを運営している。
IPの登録からライセンス仲介、グッズ制作、ポップアップストア運営、IPマネジメントまで、IPビジネスの全過程をワンストップで支援するサービスを提供している

## 概要
インアブースは、キャラクターIPを活用したビジネスを支援するオンラインプラットフォームである。IP保有者（知的財産の権利を保有する個人または企業）は、自身のIPを登録して紹介・広報することができ、IP利用者（IPを使用したい個人または企業・団体）は、希望するキャラクターを検索し、プラットフォーム上のチャット機能を通じて直接にコミュニケーションすることができる。
また、コラボプロジェクトの一環として、ライセンス契約を希望する条件を明示した上で、キャラクターIP側から応募いただけるサービスも提供している。そのため、韓国企業に向けてライセンス展開を希望する日本IPも多数ご参加いただいており、現在も高い参加率を維持している。

## 会社概要
| 項目       | 内容                                                                        |
| ---------- | --------------------------------------------------------------------------- |
| 会社名     | インアブース株式会社（Inabooth Co., Ltd.）                                  |
| 設立日     | 2020年11月23日                                                              |
| 代表者     | オ・ウンジン（오은진）                                                      |
| 本社所在地 | 韓国・Room 5 602, Gunpo Advanced Industrial 2-ro, 軍浦市, 京畿道（〒15880） |
| 支社所在地 | 日本・Toranomon Hills Business Tower 15F, 1-17-1 虎ノ門, 港区, 東京都       |
| 企業形態   | 中小企業（スタートアップ）                                                  |
| 売上高     | 21億ウェン（2024年12月、GAAP個別基準）                                      |
| 認証       | ベンチャー企業認定（2024年12月）                                            |
| 登録数     | キャラクター 4,000個・韓国企業 1,000社                                      |

## 主なサービス
インアブースは以下のようなIP関連サービスを提供している：
- キャラクター検索: キャラクター情報の検索および権利者との直接連絡が可能。
- コラボレーション募集: ブランドとコラボレーションを希望するIPを公募できるプロジェクト運営。
- イナプト（INUPT）: 高品質なグッズを小ロットで製作できるIP向け製造支援サービス。
- IPインサイト: IPに関連するトレンド・ニュース・業界情報の提供。

## 活動と実績
- 韓国政府支援プログラムTIPSへの採択および2023年の投資獲得。
- SNS発の人気キャラクター「宇宙ホコリ」、GS25とのコラボキャラクター「サムギミ」などを独占的に支援。
- Casetify、LG U+、オリーブヤング、ロッテホテルなどとのキャラクターコラボ商品展開。
- 2024年度、日本国内では東京SHIBUYA109、大阪・天王寺MIO、福岡・キャナルシティ博多でポップアップを出店した実績あり。[1]
- 2024年度、ネイバーウェブトゥーン『家がない』のポップアップストア運営。
- 2025年3月の「サンリオ スタートアップピッチ」にて、約130社の応募から最終10社に選ばれ、クリエイティブ部門の代表企業として発表。[2]

## よくある誤解
IPをインアブースに登録すると、ライセンス管理の権限がインアブースに移ると誤解されることがある。特に、各キャラクターにインアブース独自のキャラクターコードが付与されていることから、このような誤解が生まれやすい。
しかし、これは同名キャラクターを区別するための管理コードであり、登録によって著作権が移転したり、エージェンシー契約が発生するわけではない。IPの単純な紹介とネットワーキングの場として提供されているものである。